# Gert Engels
Gert Engels (* 26. April 1957 in Düren) ist ein deutscher Fußballlehrer und ehemaliger Bundesligaspieler mit jahrzehntelangen Verbindungen nach Asien.

## Zusammenfassung
Aus einer Fußballfamilie stammend, spielte Engels zunächst für Borussia Mönchengladbach in deren goldenen Jahren und schloss anschließend ein Studium der Sportwissenschaften ab, bevor er seine Trainerkarriere in Japan begann. Als Pionier der J-League prägte er den modernen japanischen Profifußball entscheidend mit und feierte dort seine größten Erfolge.
In verschiedenen Rollen gewann er insgesamt fünfmal den prestigeträchtigen japanischen Kaiserpokal, eine japanische Meisterschaft, einen japanischen Supercup und 2007 die AFC Champions League. Für seine Verdienste im internationalen Fußball, insbesondere in der Förderung der sportlichen und kulturellen Verbindung zwischen Deutschland und Japan, wurde der UEFA-Pro-Lizenzinhaber 2018 zum Deutschen Fußballbotschafter ernannt. Jürgen Klopp wurde im Folgejahr zu Engels Nachfolger gewählt.
Neben seinen Trainerstationen in Japan und als Nationaltrainer von Mosambik betreibt Engels seit 2009 eine Fußballakademie in Deutschland. Hier fördert er mitunter japanische Nachwuchstalente physisch und mental und vermittelt sie an Profivereine in Deutschland und Japan. Fließend in Japanisch und tief in der japanischen Kultur verwurzelt, bezeichnet er Japan als seine zweite Heimat und wird dort ehrenhalber als „halber Japaner“ bezeichnet.

## Werdegang

### Spielerkarriere und Ausbildung in Deutschland
Gert Engels begann seine Spielerkarriere bei SG Düren 99 und wechselte später zu Borussia Mönchengladbach, wo er im erweiterten Kader des erfolgreichsten Teams der 1960er- und 70er-Jahre stand. Ohne in der Bundesliga eingesetzt worden zu sein, gewann er 1976 und 1977 mit der Mannschaft jeweils die deutsche Meisterschaft.
Anstatt seine Profikarriere fortzusetzen, entschied er sich im Alter von 22 Jahren, nur noch semi-professionell zu spielen und Sportwissenschaften zu studieren. Er spielte zunächst für den SV Baesweiler 09 und kehrte später zu SG Düren 99 zurück.

### Trainerkarriere
Mit 32 Jahren beendete Engels seine Spielerkarriere und zog nach Japan, um als Trainer zu arbeiten. Da er auf Amateurlevel begann, war er gezwungen, Japanisch zu lernen – ein späterer Vorteil, da er als Assistenztrainer die Philosophien internationaler Trainer umsetzen konnte.
Seine erste Trainerstation war die Takigawa Daini High School in Akashi. Parallel betreute er als Spielertrainer den Prima Aseno FC, der bis heute als Mito Hollyhock in der J2-Liga spielt. 1993 wurde Engels Assistenztrainer der Yokohama Flugels unter Shū Kamo. Nach Kamis Übernahme der  japanischen Nationalmannschaft diente Engels unter vier weiteren Trainern, darunter Carles Rexach vom FC Barcelona, bevor er 1998/99 selbst Cheftrainer der Flügels wurde und mit diesen den Kaiserpokal gewann.
Nach der Fusion der Flugels mit den Yokohama Marinos übernahm Engels JEF United Ichihara und betreute das Team für die restliche Saison. Anschließend übernahm er Kyoto Sanga von Shu Kamo. Obwohl der Abstieg nicht zu verhindern war, gelang ihm im Folgenden der sofortige Wiederaufstieg und erneut der Gewinn des Kaiserpokals.
2004 wechselte Engels als Assistenztrainer zu Urawa Red Diamonds und arbeitete mit Guido Buchwald zusammen. Gemeinsam gewannen sie 2005 den Kaiserpokal und 2006 das Double aus Kaiserpokal und Meisterschaft. Nach Buchwalds Rücktritt setzte Engels seine Arbeit unter Holger Osieck fort. Die beiden gewannen 2007 die AFC Champions League – der erste internationale Titel für Urawa und Japan in diesem Wettbewerb. Nach Osiecks Entlassung wurde Engels Cheftrainer und führte das Team 42 Spiele lang, bevor Volker Finke sein Amt übernahm.
2011 wurde Engels Nationaltrainer von Mosambik, trat jedoch zwei Jahre später aufgrund unzufriedenstellender Ergebnisse zurück. Von seinen zwölf Länderspielen gewann er drei, darunter ein bemerkenswertes 2:0 gegen Marokko am 9. September 2012.
In den folgenden fünf Jahren konzentrierte sich Engels auf seine Fußballschule in Deutschland, bevor er 2018 als Assistenztrainer von Vissel Kōbe nach Japan zurückkehrte, um mit Takayuki Yoshida zu arbeiten. Yoshida war einer seiner ehemaligen Schüler, und bei Kobe trainierte Engels Weltmeister wie Andrés Iniesta und Lukas Podolski. Nach Yoshidas Entlassung als Headcoach verließ er den Club und übernahm eine Saison lang unter Ichizō Nakata das Assistenztraineramt bei Kyōto Sanga. Während der Pandemie trainierte er bei INAC Kōbe Leonessa erstmals ein Frauenteam. Mit diesen wurde er 2020 japanischer Vizemeister.

## Erfolge

### International
- AFC Champions League: Sieger 2007
- FIFA-Klub-Weltmeisterschaft: 3. Platz 2007

### National
- J-League: Meister 2006, Vizemeister 2004, 2005, 2007
- WE-League: Vizemeister 2020
- J2-League: Zweitligameister 2001
- Kaiserpokal (Emperor's Cup): Sieger 1993, 1998, 2002, 2005, 2006, Finalist 1997
- Japanischer Fußball-Supercup: Sieger 2006
- Japanischer Ligapokal: Finalist 2004

### Weitere Erfolge
- Deutscher Fußballbotschafter: 2018

## Sonstiges
- Engels betreibt seit 2009 in seiner Heimatstadt Düren die Fußballschule „SoccerLife“. Für japanische Kicker und Mannschaften bietet er in Düren Training und bundesweit Trainingslager an. Er vermittelt auch Spieler an Vereine in seiner Heimatregion, zwischen Aachen, Köln und Mönchengladbach.[5]

- Engels arbeitete während der Fußballweltmeisterschaft 2002 in Japan und Südkorea als TV-Analyst fürs japanische Fernsehen.[2]

- Engels sollte einmal Cheftrainer von Nordkoreas Serienmeister 25. April SC werden. Sein Ausflug zur Besichtigung des Clubs wurde zum Abenteuer.[6]

- Der erfolgreichste Nationaltrainer der Mongolei,[7] Michael Weiß, begann bei Kyoto Sanga unter Engels seine Trainerkarriere.

- Engels ist mit einer Philippinerin verheiratet und Vater von zwei Kindern.